# Fotografia paesaggistica

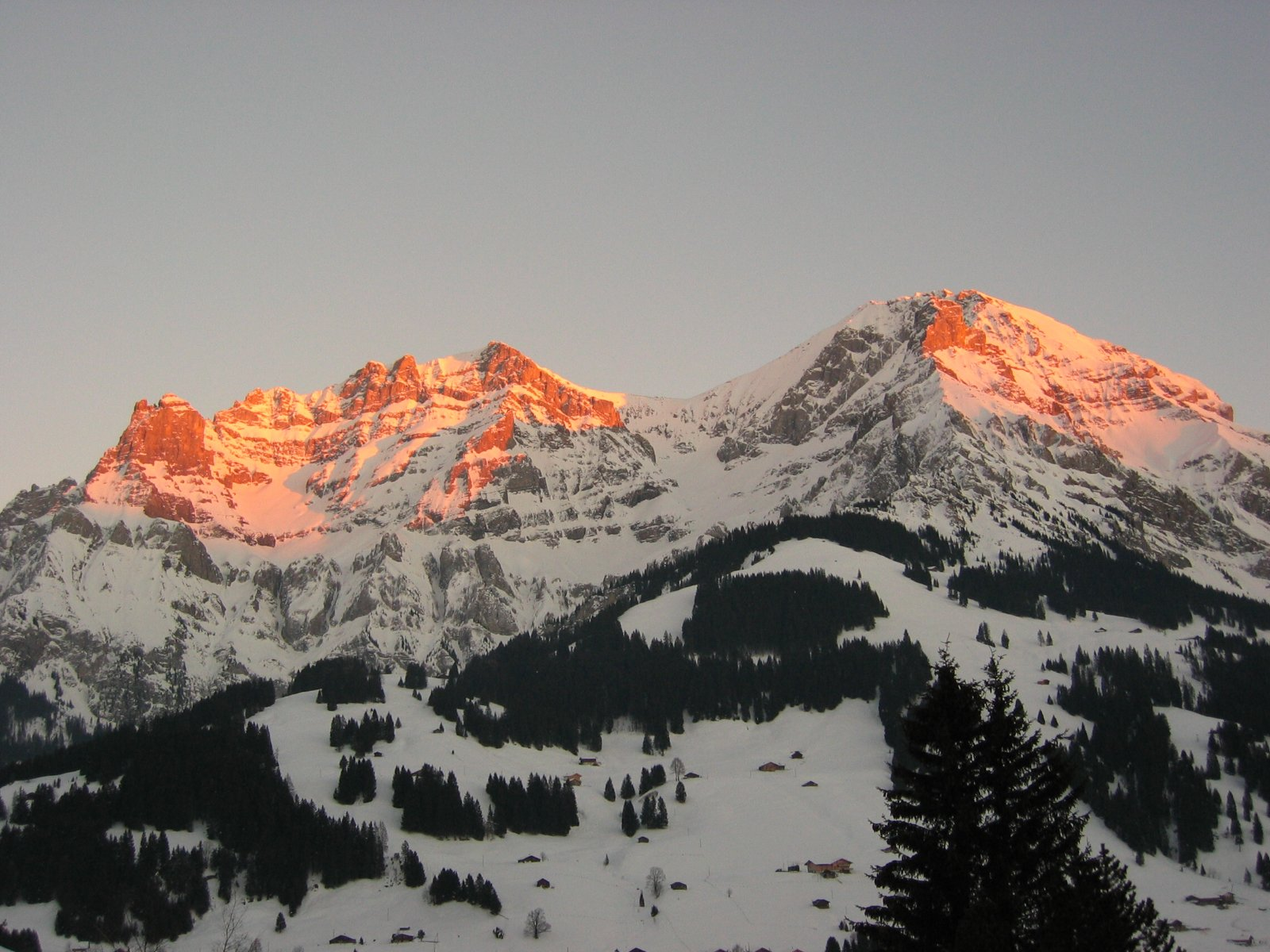
Paesaggio montano: tramonto sulle Alpi bernesi, in Svizzera.

La fotografia paesaggistica è un genere fotografico che ritrae il paesaggio naturale o urbano. Forse il genere più frequentato sia dai fotografi amatoriali che professionisti. All'apparenza banale richiede impegno e conoscenze per ottenere risultati apprezzabili. Spesso uno splendido paesaggio diviene un comune ricordo di viaggio se non si pone la dovuta attenzione alla composizione e, soprattutto, all'esposizione per rendere al meglio l'atmosfera del paesaggio.

## Attrezzatura e accessori

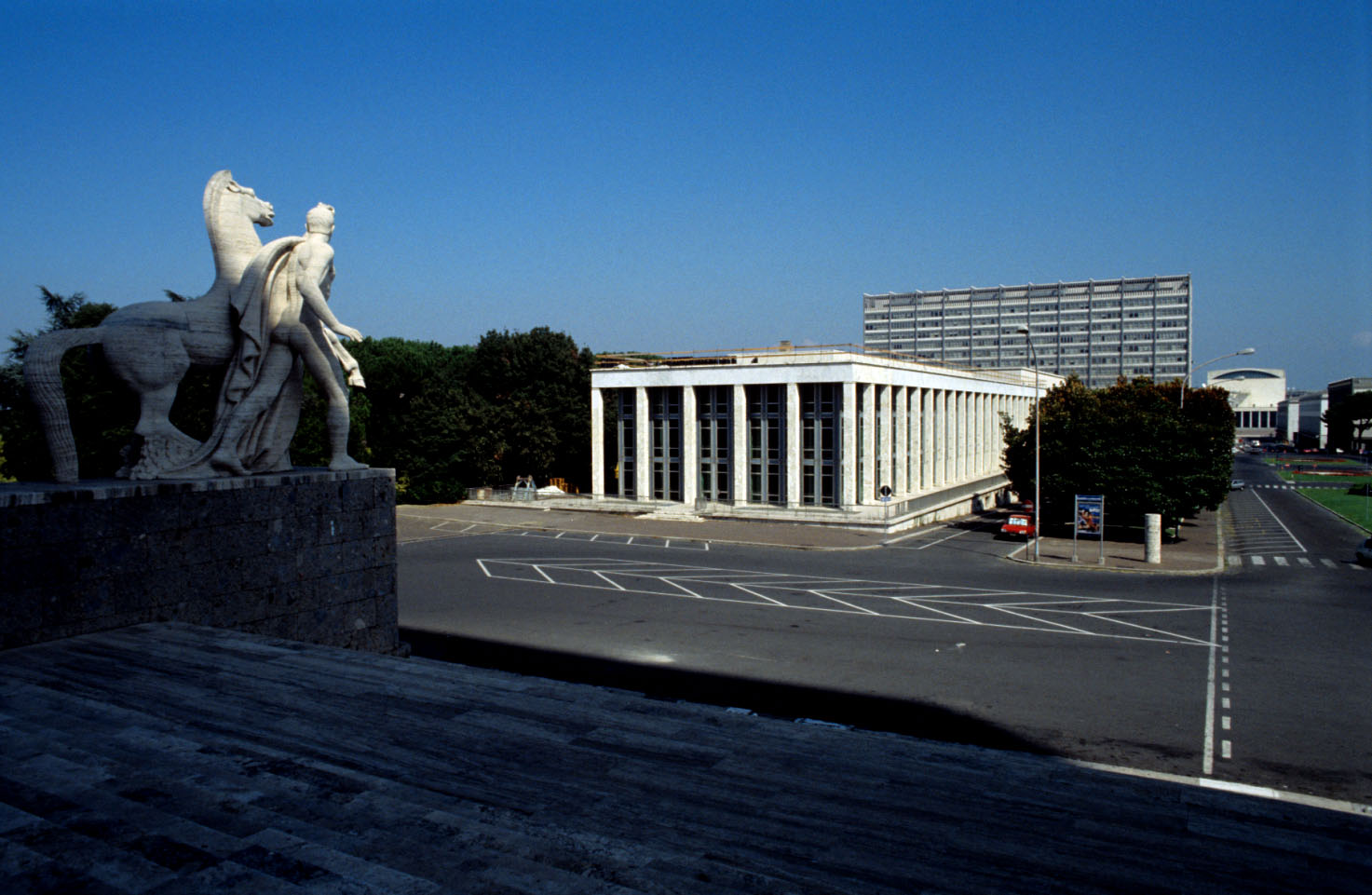
Paesaggio urbano dell'EUR nel 1992, il Palazzo dell'ex Ristorante ufficiale dell'ente

Il grandangolo e il normale sono gli obiettivi che meglio si adattano a rendere la dimensione di un paesaggio, anche se valide alternative e nuove idee si possono trovare nell'impiego del teleobiettivo per isolare e comprimere i piani.
Importante l'uso di ottiche grandangolari decentrabili, per la correzione dell'inquadratura, ne esistono sia per il formato 35 mm., che per le fotocamere di formato medio, le macchine di formato maggiore hanno spesso la piastra anteriore decentrabile, mentre quelle a banco ottico hanno la possibilità di decentramento sia per l'ottica che per il dorso portapellicola.
Da non dimenticare l'adozione dei filtri fotografici che migliorano o accentuano alcuni aspetti del paesaggio, tra quelli più comunemente usati in questo genere di fotografia compaiono:

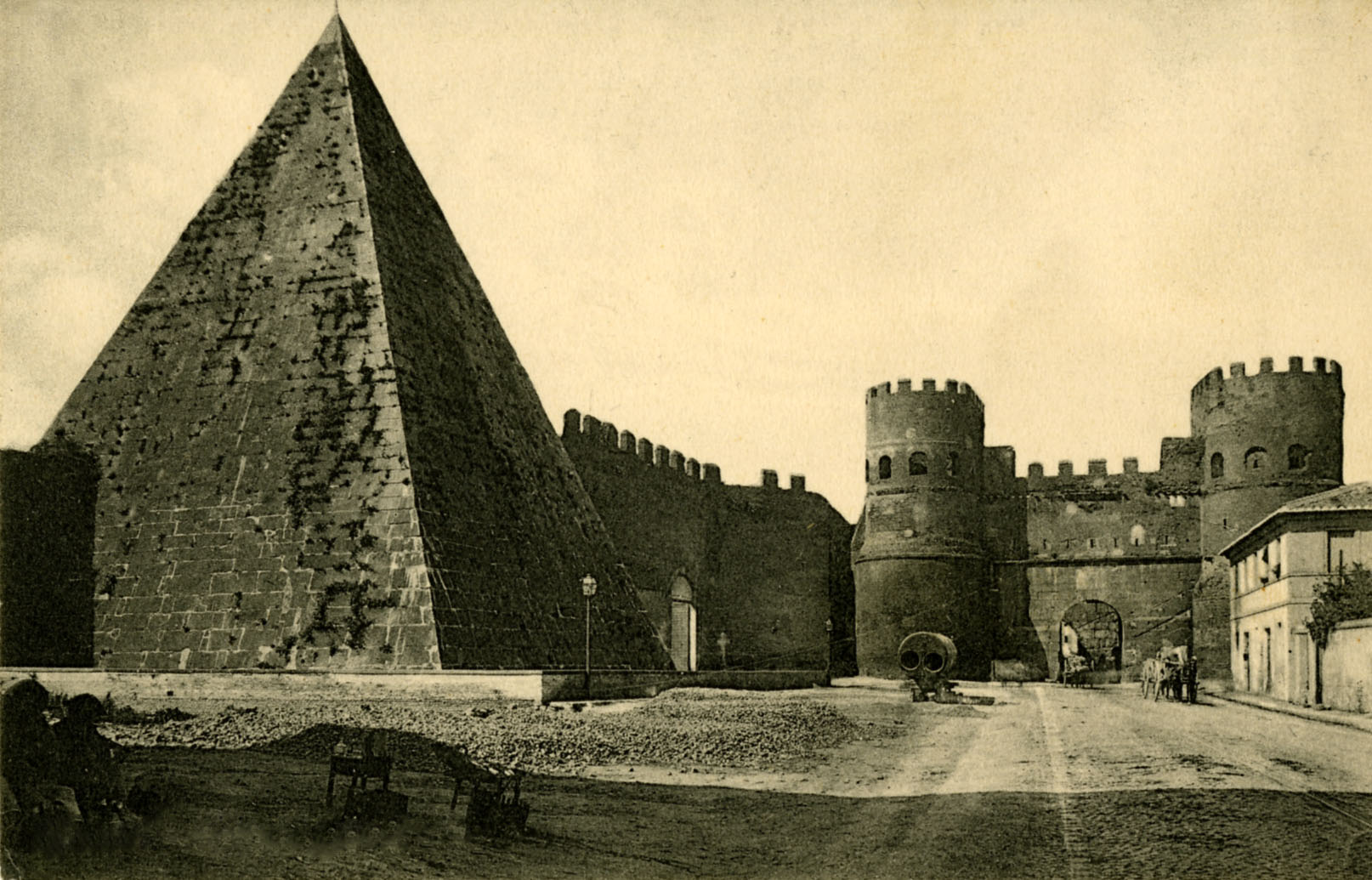
Paesaggio urbano di Roma: la Piramide Cestia in una foto del 1880

- filtro polarizzatore: utile per accentuare la saturazione del cielo o la trasparenza dell'acqua rimuovendo eventuali riflessi.
- filtro UV: nelle pellicole a colori, serve a evitare la dominante azzurra dovuta all'eccesso di raggi ultravioletti in alta quota. Nella fotografia digitale questo filtro non è più necessario.
- filtro a densità neutra graduato o GDN (dall'inglese Graduated Neutral Density): costituito da una zona chiara che sfuma verso il grigio o un altro colore, scurisce il cielo per diminuire il contrasto. Solitamente viene utilizzato per fotografare i tramonti o albe con il sole in macchina.
- filtri colorati per il bianco e nero: per contrastare maggiormente la scena, ad esempio, il filtro giallo scurisce il cielo, migliorando l'effetto delle nuvole.
- meno frequenti, ma di forte impatto, sono i filtri a densità neutra o ND che, riducendo notevolmente (a seconda del grado) l'ingresso della luce nel sensore, permettono effetti particolare come l'acqua effetto seta o di immortalare il movimento delle nubi.

Nella fotografia paesaggistica è utile una profondità di campo estesa per mantenere la nitidezza su tutti i piani della scena. Per questo, è opportuno adottare il diaframma più chiuso possibile; è inoltre consigliato l'uso di pellicole con una bassa sensibilità, 50 o 100 ISO per eventuali ingrandimenti di grosso formato che dovessero farsi successivamente.
Per mantenere l'orizzonte in piano è indispensabile un treppiedi o supporto analogo con livella a bolla, che elimina anche la possibilità di micromosso.

## Storia
Le prime fotografie di paesaggio si limitarono a ritrarre vedute delle città oppure luoghi intorno allo studio a causa della necessità di lunghi tempi di esposizione. I successivi progressi tecnici permisero la portabilità della camera oscura e quindi consentirono a squadre di esploratori e archeologi di sostituire il blocco da disegno con l'ancóra ingombrante macchina fotografica.
Tra i primi praticanti di questo genere compaiono l'inventore della calotipia, William Talbot e David Octavius Hill, che già dal 1842 produssero vedute di paesaggi rurali e urbani. Nel 1846 Hill pubblicò il volume "A series of calotype views of St Andrews", contenente 22 calotipie della cattedrale di St. Andrews.
Nel 1840 vennero pubblicate a Parigi le incisioni di dagherrotipi prodotti in Grecia, Egitto, Medio Oriente, sotto il nome di "Excursions daguerriennes".
Aiutata dai movimenti del romanticismo e del neoclassicismo, la fotografia paesaggistica acquisì dimensione e si separò dalla fotografia documentale o reportage, trasformandosi in seguito nel pittorialismo e, contrapposta a quest'ultimo, nella fotografia diretta del gruppo f/64 e di Alfred Stieglitz.

## Maggiori esponenti

### Fotografia paesaggistica naturale
Nella scena mondiale:
- Roger Fenton,
- Felice Beato,
- Henry Peach Robinson,
- William Henry Jackson,
- Ansel Adams,
- Galen Avery Rowell

### Fotografia paesaggistica urbana
Nella scena contemporanea italiana:
- Gabriele Basilico,
- Augusto De Luca,
- Olivo Barbieri.